# Cyrtophora citricola
Cyrtophora citricola är en spindelart som först beskrevs av Peter Forsskål 1775.  Cyrtophora citricola ingår i släktet Cyrtophora och familjen hjulspindlar.

## Underarter
Arten delas in i följande underarter:
- C. c. abessinensis
- C. c. minahassae
- C. c. lurida